# غانم بن محمد الأصبهاني
غانم بن محمد الأصبهاني شيخ وعَالِم مِن رواة الحديث ولد سنة 82 في القرن الرابع للهجرة.

## نسبه
هو غانم بن محمد بن عبد الواحد بن عُبيد الله بن أحمد بن الفضل بن شهريار، كنيته أبو سهل.

## حياته
ولد في اصبهان عام 482 هـ وتُوفي ودُفن فيها، تتلمذ على يد الشيخ أبو الحسن أحمد بن محمد بن الحسين بن سليمان النيسابوري وتتلمذ على يديه
أحمد بن محمد بن أحمد البيعوروى عدة أحاديث عن النبي محمد.